# Ivaïlo Gabrovski
Ivaïlo Gabrovski est un coureur cycliste bulgare né le 31 janvier 1978 à Sofia.

## Biographie
Formé en France, Ivaïlo Gabrovski est multiple champion de Bulgarie. Il est recordman du nombre de victoires au classement général de son tour national, le Tour de Bulgarie.
Il remporte le Tour de Turquie 2012 grâce à une attaque initiée lors de la première épreuve de montagne de l'histoire de ce Tour, la troisième étape menant à Elmali. Il se détache à 8 kilomètres de l'arrivée et l'emporte en solitaire. Pendant les étapes subséquentes, il se charge de contrôler lui-même les échappées sur les routes ondulantes. Il remporte finalement le Tour classé 2.HC au terme de la huitième étape, lui qui l'avait également gagné en 2007 alors que l'épreuve était classée d'une moindre importance, soit 2.2.
Le 18 juillet 2012, il a été annoncé aux médias que le Bulgare a été contrôlé positif à l'EPO, au terme de la troisième étape qu'il avait remporté. Gabrovski est alors suspendu pour deux ans. Cette suspension s'étend du début de ce Tour de Turquie au 16 juillet 2014.

## Palmarès
- 1996
  - 2e du Tour de Turquie
- 1998
  - 2e du Tour de Mevlana
- 1999
  - 3e et 6e étapes du Tour de Turquie
- 2000
  - Circuit des Monts du Livradois
  - Tour de Loire-Atlantique
  - 2e étape du Tour du Pays Roannais
  - Grand Prix d'Aillon-le-Jeune
  - Cinq Jours des As-en-Provence :
    - Classement général
    - 3e et 4e étapes

  - 2e des Monts Luberon-Trophée Luc Leblanc
  - 2e de La Durtorccha
  - 2e des Boucles du Tarn
  - 2e du Grand Prix de Charvieu-Chavagneux
  - 3e du Prix des Coteaux d'Aix
- 2001
  -  Champion de Bulgarie du contre-la-montre
  - Classement général du Tour de l'Ain
  - 1re étape du Tour du Poitou-Charentes
  - 2e du Grand Prix de la ville de Camaiore
  - 2e du Tour du Poitou-Charentes
  - 3e de la Course des raisins
- 2002
  -  Champion de Bulgarie sur route
- 2003
  -  Champion de Bulgarie du contre-la-montre
  - Tour de Bulgarie :
    - Classement général
    - Prologue, 5e (contre-la-montre) et 7e étapes

  - 2e du championnat de Bulgarie sur route
- 2004
  -  Champion de Bulgarie du contre-la-montre
  - Prix de la Slantchev Brjag :
    - Classement général
    - Prologue, 2e et 3e étapes

  - 5e étape du Circuit des Mines
  - 5e (contre-la-montre) et 9e étapes du Tour de Bulgarie
- 2005
  -  Champion de Bulgarie sur route
  -  Champion de Bulgarie du contre-la-montre
  - 1re et 3e étapes du Mémorial de la Bataille de Crète
  - Tour de Roumanie :
    - Classement général
    - 1re étape

  - 6e étape du Tour de Bulgarie
  -  Médaillé d'argent du championnat des Balkans du contre-la-montre
- 2006
  -  Champion de Bulgarie sur route
  -  Champion de Bulgarie du contre-la-montre
  - Tour de Bulgarie :
    - Classement général
    - 1re, 5eb (contre-la-montre par équipes) et 8e étapes

  - Tour de Serbie :
    - Classement général
    - 3e et 6e étapes

  - 3e du Grand Prix de la ville de Zottegem
  - 3e de la Flèche du port d'Anvers
- 2007
  -  Champion de Bulgarie sur route
  -  Champion de Bulgarie du contre-la-montre
  - Tour de Turquie :
    - Classement général
    - 3e et 6e étapes

  - Romsée-Stavelot-Romsée
  - Tour de Liège : 
    - Classement général
    - 6e étape

  - 3ea étape du Tour de Bulgarie
- 2008
  -  Champion de Bulgarie du contre-la-montre
  - 4e étape des Paths of King Nikola
  - 3e étape du Tour de Serbie
  - Classement général du Tour de Bulgarie
  - 2e du Tour of Vojvodina I
- 2009
  -  Champion de Bulgarie sur route
  - Grand Prix de Sharm el-Sheikh
  - Tour de Bulgarie :
    - Classement général
    - 1re et 2e étapes

  - Tour of Vojvodina II
  - 3e du Tour de Serbie
  - 3e du championnat de Bulgarie du contre-la-montre
- 2011
  - Tour de Bulgarie :
    - Classement général
    - 8ea étape
- 2012
  - Tour de Turquie : 
    - Classement général
    - 3e étape

  - 3e du Tour du Maroc

## Classements mondiaux
| Année           | 2005 | 2006 | 2007 | 2008 | 2009 | 2010 | 2011 | 2012 |
| --------------- | ---- | ---- | ---- | ---- | ---- | ---- | ---- | ---- |
| UCI Africa Tour |      |      |      | 114e | 29e  |      |      | 62e  |
| UCI Europe Tour | 318e | 18e  | 129e | 89e  | 85e  |      | 326e |      |